# Philippe Dupont (banquier)
Pour les articles homonymes, voir Philippe Dupont et Dupont.
 (janvier 2017).
 (janvier 2015).
Philippe Dupont, né le 18 avril 1951 à Versailles, est un banquier français, président du conseil de l'ex-Groupe Banque populaire et président du directoire de Natixis, devenu ensuite consultant.

## Biographie
Après des études au lycée Hoche de Versailles, où il pratique le rugby à XV, et au lycée Vendôme de Paris, il obtient une maitrise en gestion et une licence en sciences économiques à Paris-Dauphine. Durant sa jeunesse, il pratique le rugby, notamment comme capitaine de l'équipe du lycée Hoche, alors que son grand-père, originaire de l'Ariège est le fondateur en 1911 de l'un des premiers clubs franciliens à Chevreuse.
À l'université Paris-Dauphine, après une Licence en Sciences économiques et une Maîtrise de Gestion, il entame en Banque et Finance, mais doit y mettre fin pour prendre la suite de son père tombé malade, dans l'entreprise familiale Max Dupont & Cie. À sa tête entre 1981 et 1999, ce petit-fils de meunier dirige l'entreprise spécialisée dans le négoce de grains et de produits phytosanitaires pour l'agriculture, et il préside entre 1988 et 1991, le Comité consultatif du commerce des céréales et des aliments du bétail (Cocéral), siégeant également de 1988 à 1994 au Comité consultatif des céréales à Bruxelles. Il revend ensuite l'entreprise forte d'un chiffre d'affaires de près de 100 millions d'euros, dont il a multiplié l'effectif par quatre.
Entré comme son père au conseil d'administration de la Banque Populaire de la Région Ouest de Paris (BPROP) en 1983, il accède à sa présidence non exécutive en 1988. Siégeant également au conseil syndical du groupe en 1991, il en devient vice-président entre 1995 et 1999, période durant laquelle il est également vice-président de la Caisse centrale des banques populaires.
Le 8 juillet 1999, il est porté à l'unanimité à la tête du Groupe Banque Populaire qu'il restructure en Banque Fédérale. Il réduit de 30 à 18 le nombre des banques régionales, et étoffe le groupe avec le rachat de la Coface en 2002, de Foncia en 2007 et du réseau régional de HSBC France (Banque Chaix, Banque Dupuy de Parseval, Banque Marze, Banque Pelletier, Banque de Savoie, Crédit commercial du Sud-Ouest et Société marseillaise de crédit) en 2008, ainsi que l'adossement du groupe Crédit Coopératif à la Banque Fédérale des Banques Populaires (B.F.B.P.) et sa transformation en Banque Populaire. Il reprend le projet de son prédécesseur Jacques Delmas-Marsalet d'une fusion avec le Groupe Caisse d'épargne, et mène en 2006 aux côtés de Charles Milhaud la création de Natixis dont il devient président du directoire et dans laquelle il écarte les anciens dirigeants d'Ixis.
En juillet 2009, il est élu Président du Conseil de Surveillance du groupe BPCE (Banques Populaires Caisses d'Epargne). Il installe la nouvelle gouvernance du Groupe (avec l'entrée d'administrateurs indépendants) et contribue à la création du deuxième acteur bancaire français. Le 1er janvier 2012, il quitte sa fonction de Président du Conseil et reste administrateur de BPCE.
À la même date, il crée DPh Conseils qu'il anime, et développe le conseil de Stratégie et Finance auprès de quelques grands dirigeants d'entreprises cotées.
Il a également été président de la Fédération Bancaire Française à partir du 18 juin 2003, premier vice-président de l'Association française des établissements de crédit et des entreprises d’investissement (AFECEI), et a siégé au Conseil de surveillance du Fonds de garantie des dépôts et au Conseil national du crédit et du titre (CNCT).
En avril 2013, il est nommé trésorier de la Fondation de France, après avoir représenté pendant quatre ans (juin 2009 à mars 2013) le groupe BPCE (Banque Populaire Caisses d’Épargne) au sein de son Conseil d’Administration.

## Naissance de BPCE
La création de Natixis se solde par son échec, entraînant la disparition du Groupe Banque Populaire, absorbé par BPCE, dans la crise de 2008.
Réélu à l'unanimité à la présidence du conseil d'administration des Banques populaires en mai 2008, il est critiqué pour la crise que subit de plein fouet Natixis en raison de ses décisions d'investissement et pour son choix du maintien à la direction générale de la banque d'investissement de Dominique Ferrero.
Les difficultés de Natixis conduisent à la fusion forcée du Groupe Banque Populaire avec les Caisses d'épargne, sous l'enseigne de BPCE.
Après le rapprochement des Banques populaires et des Caisses d'épargne, alors que Charles Milhaud, Président des Caisses d'épargne a été immédiatement écarté, c'est François Pérol qui est nommé à la tête des deux banques en février 2009,, Philippe Dupont devenant Président du Conseil de Surveillance jusqu'au 1er janvier 2012.

## Création et cession de la startup Isodev
En janvier 2012, il prend la Présidence du Conseil d'Administration de la société Isodev, premier acteur français exclusivement dédié au financement des TPE et PME par voie de prêts participatifs.
Le 12 février 2015, la société Isodev est liquidée.
Après deux années d'activité, les actionnaires décident de céder l'entreprise ; en avril 2015, elle est reprise par Butler Industries.

## Senior Advisor chez Alvarez & Marsal[8]
Depuis septembre 2018, Philippe Dupont est senior advisor auprès du cabinet américain Alvarez & Marsal pour développer les grands comptes, notamment dans le secteur financier. 
Auparavant il était Senior Advisor auprès d'AlixPartners et a, dans ce cadre, contribué à l'accélération de son développement auprès des grands corporates, notamment dans l'industrie des services financiers, de la grande distribution et des services[réf. nécessaire].

## Sources
- Alexandre Counis, « Philippe Dupont, le maître tacticien des Banques Populaires », Les Échos no19694 du 23 juin 2006, page 8
- Irène Inchauspé, « Philippe Dupont, président du groupe Banques populaires », Challenges, 15 janvier 2009.